# Epamera gemmarius
Epamera gemmarius är en fjärilsart som beskrevs av Druce 1910. Epamera gemmarius ingår i släktet Epamera och familjen juvelvingar. Inga underarter finns listade i Catalogue of Life.